# 长白柴胡
长白柴胡（学名：Bupleurum komarovianum）为伞形科柴胡属的植物，为中国的特有植物。分布于中国大陆的吉林、黑龙江等地，生长于海拔230米的地区，一般生长在疏散的柞木山坡、阔叶林灌木丛的边缘、草地以及石砾质土壤中，目前已由人工引种栽培。

## 别名
柞柴胡（东北植物检索表）